# 데시오나카가와역
데시오나카가와역(일본어: 天塩中川駅)은 일본 홋카이도 나카가와 군 나카가와 정에 위치한 홋카이도 여객철도 소야 본선의 철도역이다. 역 번호는 W64이며, 상대식 승강장 2면 2선의 구조를 갖춘 지상역이다.

## 이용 현황
- 1981년 - 173명
- 1992년 - 174명

## 역 주변
- 국도 제40호선
- 호쿠세이 신용금고 나카가와 지점
- 본피라 온천
- 데시오강

## 역사
- 1922년 11월 8일 : 국유 철도 데시오 선 오토이넷푸 역 - 이 역간 개통에 수반해 본피라역(誉平駅)으로서 개업. 일반역.
- 1923년 11월 10일 : 이 역 - 도이칸베쓰 역 연신 개통에 수반해 중간역이 된다.
- 1924년 6월 25일 : 선로명을 데시오미나미 선으로 개칭, 그것에 수반해 이 선의 역이 된다.
- 1926년 9월 25일 : 데시오미나미 선과 데시오키타 선을 통합해 데시오 선으로 개칭, 그것에 수반해 이 선의 역이 된다.
- 1930년 4월 1일 : 데시오 선을 소야 본선으로 편입, 그것에 수반해 이 선의 역이 된다.
- 1951년 7월 20일 : 데시오나카가와역으로 개칭.
- 1982년 11월 15일 : 화물취급을 폐지.
- 1984년
  - 2월 1일 : 하물 취급을 폐지.
  - 11월 10일 : CTC화에 의해 무인화.
- 2005년 6월 9일 : 간이 위탁 취급 폐지.

## 인접 역
| 소야 본선                | 소야 본선           | 소야 본선                    |
| ------------------------ | ------------------- | ---------------------------- |
| W63 사쿠 아사히카와 방면 | ■ 홋카이도 여객철도 | 도이칸베쓰 W66 왓카나이 방면 |